# Аятари
Аятари (также Ая-Тари) — река в России, на полуострове Таймыр, правый приток Верхней Таймыры. Протекает в ненаселённой местности Таймырского Долгано-Ненецкого района Красноярского края. Длина реки 194 км, площадь бассейна 1610 км².
Река вытекает из озера Пемпил в Главной гряде гор Бырранга, к востоку от озера Аятурку, на высоте 188 м над уровнем моря. От истока течёт на юго-запад между грядой Хенка-Бырранга и грядой Ая-Бырранга, сначала по горной, затем по арктической тундре в зоне сплошного распространения вечной мерзлоты. В верховьях принимает сток из озёр Неракачи. Перед впадением Деринга справа поворачивает на юг, а ближе к устью — на юго-восток. В низовьях на берегах озёрно-болотный ландшафт, река активно меандрирует. Впадает в Верхнюю Таймыру по правому берегу на отметке около 10 м над уровнем моря, выше впадения Луктаха, в 342 км от устья Верхней Таймыры. Ширина перед устьем составляет 45-62 м при глубине 0,7-1,2 м, скорость течения в низовьях — 0,2 м/с. 

## Основные притоки
Указаны поименованные притоки длиной 30 км и более
| Название | Расстояние от устья | Длина | Положение |
| -------- | ------------------- | ----- | --------- |
| Неркато  | 50                  | 94    | правый    |
| Диринг   | 134                 | 78    | правый    |

## Данные водного реестра
По данным государственного водного реестра России и геоинформационной системы водохозяйственного районирования территории РФ, подготовленной Федеральным агентством водных ресурсов:
- Бассейновый округ — Енисейский
- Речной бассейн — Нижняя Таймыра
- Речной подбассейн — нет
- Водохозяйственный участок — Нижняя Таймыра (включая озеро Таймыр) и другие реки бассейна Карского моря от западной границы бассейна реки Каменная до мыса Прончищева
- Код водного объекта — 17030000112116100143820